# Paragon (zespół muzyczny)
Paragon – niemiecki zespół wykonujący power/ speed metal. Został założony w 1990 roku w Hamburgu przez Martina Christiana.

## Historia[1]
Zespół został założony w 1990 roku przez  gitarzystę i kompozytora Martina Christiana. Przez pierwsze 4 lata działalności zespół wydał dwa nagrania demo oraz jedną EP – kę – Into the Black. W 1995 ukazał się nakładem niewielkiej wytwórni Tricolor Music debiutancki album studyjny grupy zatytułowany World of Sin. Dwa lata później doszło do istotnych zmian w składzie. Do Paragon dołączyli wokalista Andreas Babuschkin i basista Jan Bünning. Już z udziałem tych muzyków powstało drugie studyjne dzieło Niemców – The Final Command. Rolę producenta objął znany ze współpracy z Helloween, Kreator czy Sodom Harris Johns. Wraz ze skończonym albumem zespół zawarł kontrakt z B.O Records, która wydała The Final Command w sierpniu 1998. Jego następca, Chalice of Steel, ukazał się niecałe pół roku później (na przełomie stycznia i lutego 1999). Oba wydawnictwa zebrały pozytywne recenzje. W roku 2000 doszło do zmiany wytwórni (na Remedy Records) i producenta (został nim Piet Sielck). Rok później, już w barwach Remedy, został wydany Steelbound. Nowy album posiadał jeszcze lepsze recenzje aniżeli poprzednicy, a zespół wyruszył w pierwszą w swojej historii trasę koncertową (wraz z Iron Savior i Labyrinth). W 2003 roku ukazał się pierwszy album koncepcyjny zespołu, zatytułowany Law of the Blade. Było to również ostatnie wydawnictwo z gitarzystą Claudiusem Cremerem, którego zastąpił Günny Kruse. Większość 2004 roku Paragon spędził na pisaniu i nagrywaniu materiału na kolejny album, uczestnicząc jedynie w większych festiwalach (min. Wacken Open Air). Wydany rok później Revenge utrzymany był w stylu poprzednich płyt, jednakże stanowił krok do przodu ze względu na brzmienie i produkcje. Jego następca, wydany w 2007 roku, był bardzo podobny pod wieloma względami i ustabilizował miejsce zespołu w czołówce niemieckich zespołów metalowych (jednakże głównie w ich rodzimym kraju). Debiutował na nim nowy perkusista – Christian Gripp, który dwa lata wcześniej zastąpił wieloletniego członka grupy – Markusa Corby'ego. Jeszcze w 2007 odchodzi inny wieloletni członek – basista Jan Bünning, którego miejsce obejmuje Dirk Seifert. Z nim w składzie powstaje dziewiąte sudyjne dzieło Niemców zatytułowane Screenslaves, wydane w roku 2008.

## Muzycy
| Lata        | Członkowie         | Członkowie       | Członkowie                  | Członkowie     | Członkowie       | Członkowie      | Nagrania                                                                           |
| Lata        | Wokalista          | Gitarzysta       | Gitarzysta                  | Gitarzysta     | Basista          | Perkusista      | Nagrania                                                                           |
| ----------- | ------------------ | ---------------- | --------------------------- | -------------- | ---------------- | --------------- | ---------------------------------------------------------------------------------- |
| 1990 – 1991 | Chris Barena       | Martin Christian | Frank Hellweg               |                | Dirk Sturzbecher | Kay Neuse       |                                                                                    |
| 1991 – 1993 | Chris Barena       | Martin Christian | Marcus Cremer (również bas) |                | Dirk Sturzbecher | Kay Neuse       |                                                                                    |
| 1993 – 1994 | Chris Barena       | Martin Christian | Wolfgang Köhler             |                | Dirk Sturzbecher | Kay Neuse       |                                                                                    |
| 1994        | Kay Carstens       | Martin Christian |                             |                | Dirk Sturzbecher | Kay Neuse       | Into the Black                                                                     |
| 1995        | Kay Carstens       | Martin Christian | Daniel Görner               |                | Dirk Sturzbecher | Kay Neuse       | World of Sin                                                                       |
| 1995 – 1996 | Kay Carstens       | Martin Christian | Daniel Görner               | Tommy Eichstäd | Uwe Wessel       | Kay Neuse       |                                                                                    |
| 1996 – 1997 | Kay Carstens       | Martin Christian | Claudius Cremer             |                | Kay              | Markus Corby    |                                                                                    |
| 1997 – 2003 | Andreas Babuschkin | Martin Christian | Claudius Cremer             |                | Jan Bünning      | Markus Corby    | The Final Command, Chalice of Steel, Steelbound, Law of the Blade, The Dark Legacy |
| 2003 – 2005 | Andreas Babuschkin | Martin Christian | Günter "Günny" Kruse        |                | Jan Bünning      | Markus Corby    | Revenge                                                                            |
| 2005 – 2007 | Andreas Babuschkin | Martin Christian | Günter "Günny" Kruse        |                | Jan Bünning      | Christian Gripp | Forgotten Prophecies                                                               |
| 2007 –      | Andreas Babuschkin | Martin Christian | Günter "Günny" Kruse        |                | Dirk Seifert     | Christian Gripp | Larger Than Life, Screenslaves                                                     |

## Dyskografia

### Albumy studyjne
- 1995 World of Sin
- 1998 The Final Command
- 1999 Chalice of Steel
- 2001 Steelbound
- 2002 Law of the Blade
- 2003 The Dark Legacy
- 2005 Revenge
- 2007 Forgotten Prophecies
- 2008 Screenslaves

### Minialbumy
- 1994 Into the Black
- 2008 Larger Than Life

### Single
- 2003 Eye of the Storm

### Dema
- 1992 Enter the Crypt
- 1993 Maelstrom of Decline
- 2000 2000 Promo CD